# Карл Сарап
Карл Са́рап (ест. Carl Sarap; 4 березня 1893, селище Вока, Єввеська волость, Естляндська губернія, Російська імперія — 5 листопада 1942, Солікамськ, РРФСР, СРСР) — естонський фотограф, редактор, засновник видавництва «Odamees». У 1930-х роках публікував в Естонії поштові фотолистівки. Знаний своїми фотосеріями «Прекрасна батьківщина» й «Естонія на фото: географічні фотосерії для шкіл». Володар золотої медалі Всесвітньої виставки 1937 року в Парижі. Його фотоальбом «Стара Нарва» (1939) вважається вершиною естонського фотомистецтва.
1941 року репресований радянською владою, 1942 року помер в одному з таборів ГУЛАГУ.

## Біографія
Народився 4 березня 1893 року в селищі Вока Єввеської волості Естляндської губернії Російської імперії (нині повіт Іда-Вірумаа, Естонія).
Батько Йоган Сарап (Іван Сарап) працював шкільним учителем у Вока, а потім протягом 26 років керував мизою Сомпе, що належала дворянському сімейству Рентельнів. Карл навчався у селищній школі, потім закінчив гімназію Хуґо Треффнера у Тарту. Навчання в Імператорському Юріївському університеті перервала Перша світова війна.
1918 року заснував у Тарту компанію Odamees-Carl Sarap, яка володіла видавництвом і книгарнею. Видавництво Сарапа видавало твори учасників колишньої творчої групи «Сіуру», іншу художню та науково-популярну літературу, перекладні твори та календарі.

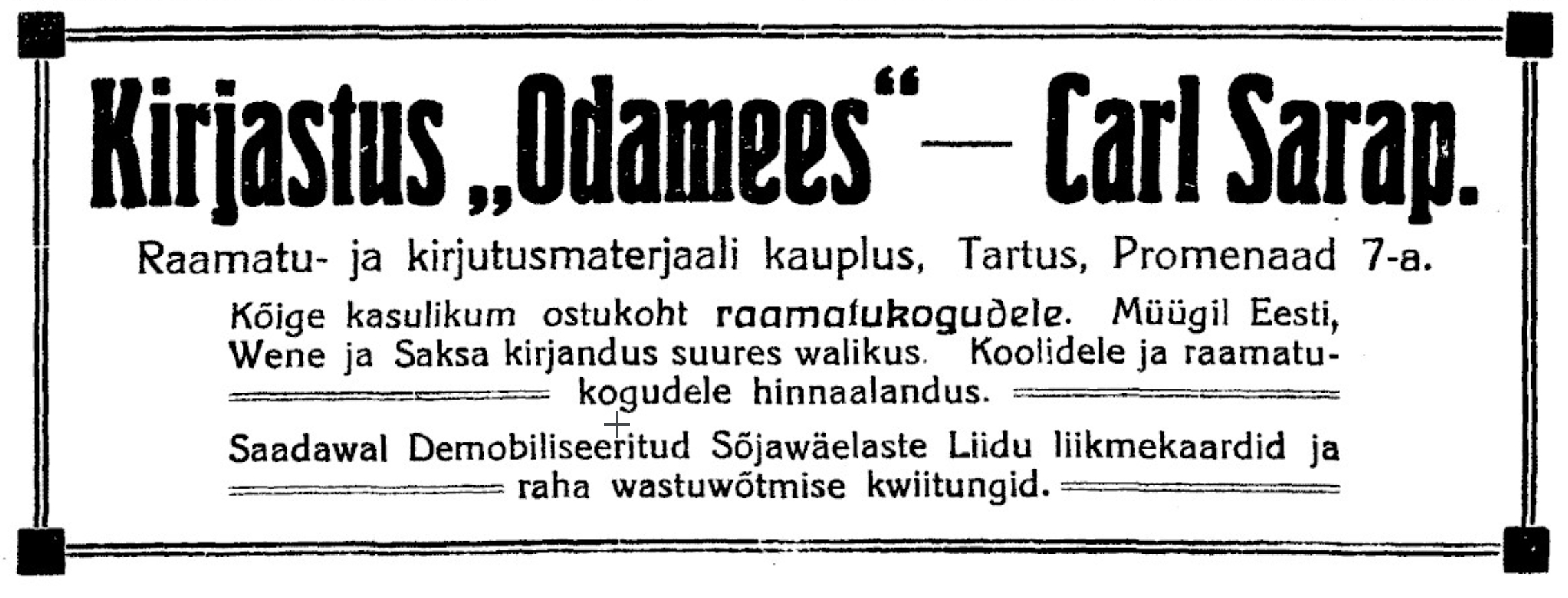
Реклама видавництва Odamees у газеті «Vaba Eesti», 08.07.1922

У 1919 та 1922—1927 роках видавництвом Odamees-Carl Sarap випускався літературно-художній та науково-популярний журнал «Odamees» (з ест. «Списоносець»). 1919 року головним редактором журналу був Фрідеберт Туґлас; було видано п'ять номерів. 1919 року також недовго видавався тижневик «Odamees». Відповідальним редактором був Аугуст Алле, було опубліковано десять випусків.
У своїй 10-кімнатній квартирі в Тарту Сарап організував салон для творчих людей (розпис стелі салону виконав Адо Ваббе). У Тойлі, на пляжі Мартса, він тримав дачу для письменників. Своїм улюбленим письменником вважав Оскара Лутса.

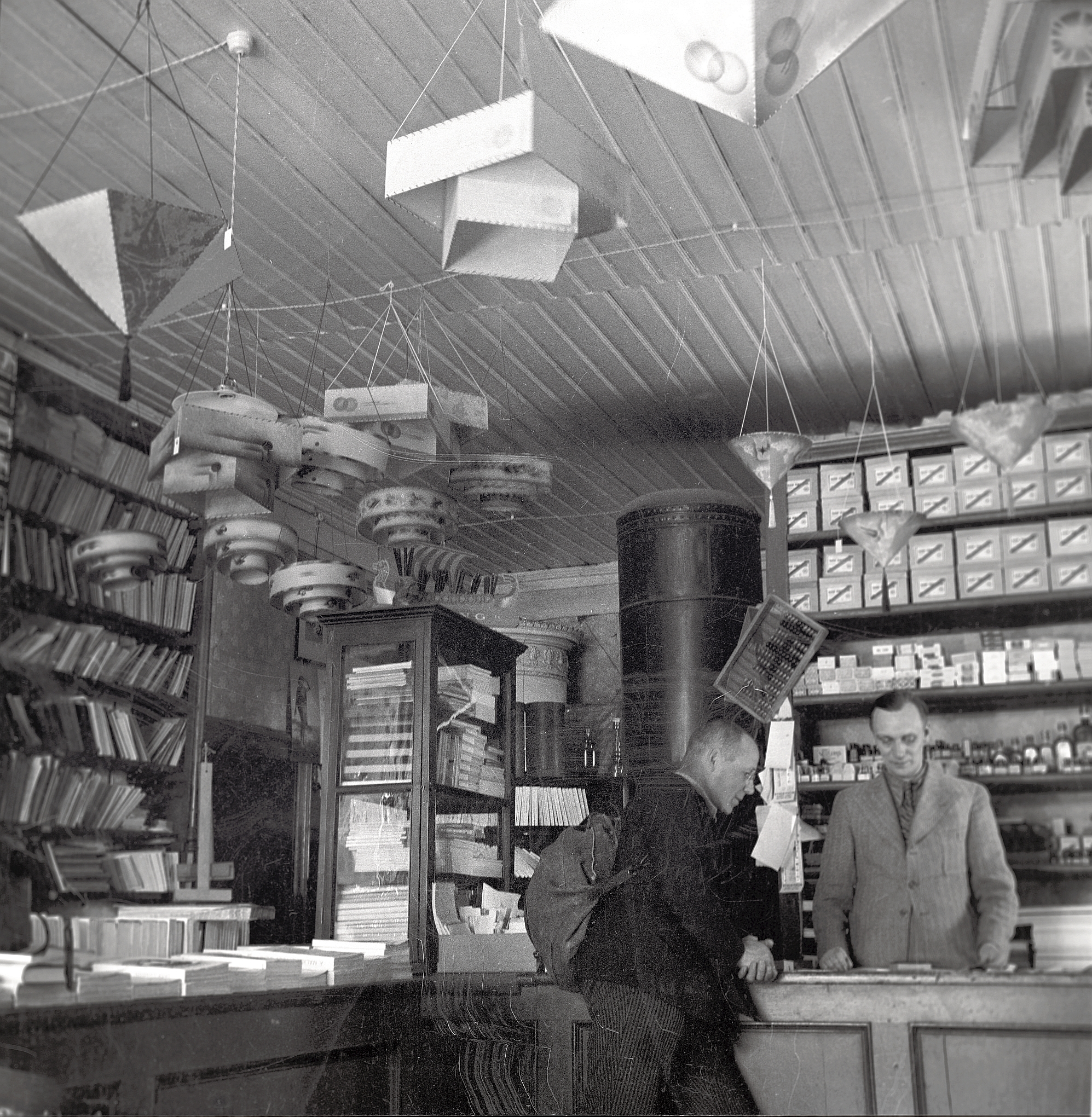
Магазин «J. Triefeldt». За прилавком фотовідділу — Карл Сарап, 1930-ті роки

У 1928—1929 роках після зміни власника журналу «Odamees» працював його головним редактором. Видавничо-книжковий бізнес Сарапа зіткнувся з великими фінансовими труднощами, і 1929 року Карла Сарапа оголосили банкрутом. Його дружина Маарі, світська левиця, що розважала в салоні чоловіка його гостей — письменників та художників, разом із сином, дочкою та свекрухою виїхала до Америки. Сарап переїхав до Раквере і разом зі своєю новою супутницею життя, шкільною вчителькою з Тойла, Йоганною Тріфельдт, яку знав з дитинства, став керувати книгарнею під торговою маркою J. Triefeldt, де Сарап також керував фотовідділом (магазин розташовувався в будинку по вулиці Пікк, поряд з адвентистською церквою). Відтоді займався документальною та художньою фотографією, досягнувши в цій справі великих творчих успіхів.
З 1934 року почав систематично фотографувати естонські пейзажі, природу, тварин, села, міста. Під псевдонімом Johanna Triefeldt (J. Triefeldt, Joh. Triefeldt) видав велику кількість фотолистівок, а також серію листівок «Прекрасна батьківщина» (ест. «Kaunis kodumaa», 1936—1940), яку створив, об'їхавши всю Естонію разом з дружиною на велосипеді.
1934 року фотографія вулиці Раху в Нарві, зроблена Карлом Сарапом, з'явилася у виданні «Естонська енциклопедія» як одна з ілюстрацій терміна «фотографічне мистецтво».

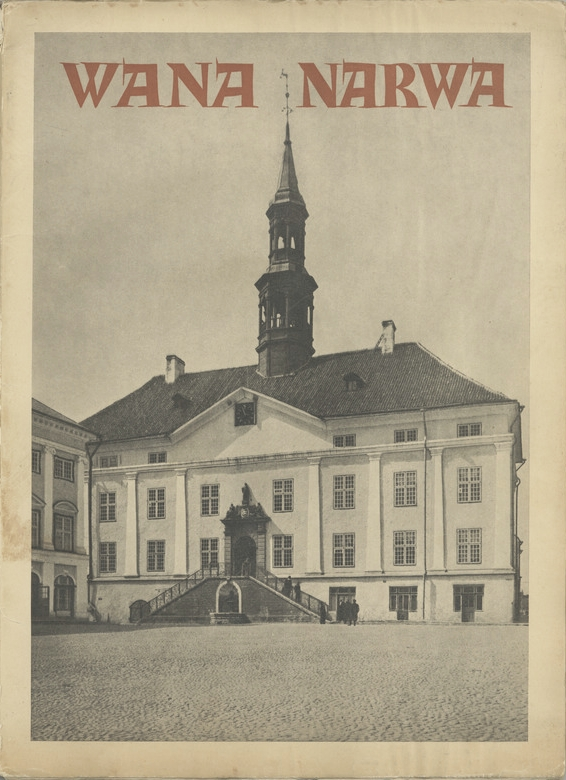
Обкладинка фотокниги «Стара Нарва»

1936 року фотографії Карла Сарапа також опублікували в ілюстрованій монографії, присвяченій історії будівництва Нарви. За присвячену Естонії фотогалерею Карл Сарап отримав золоту медаль на Всесвітній виставці 1937 року в Парижі.

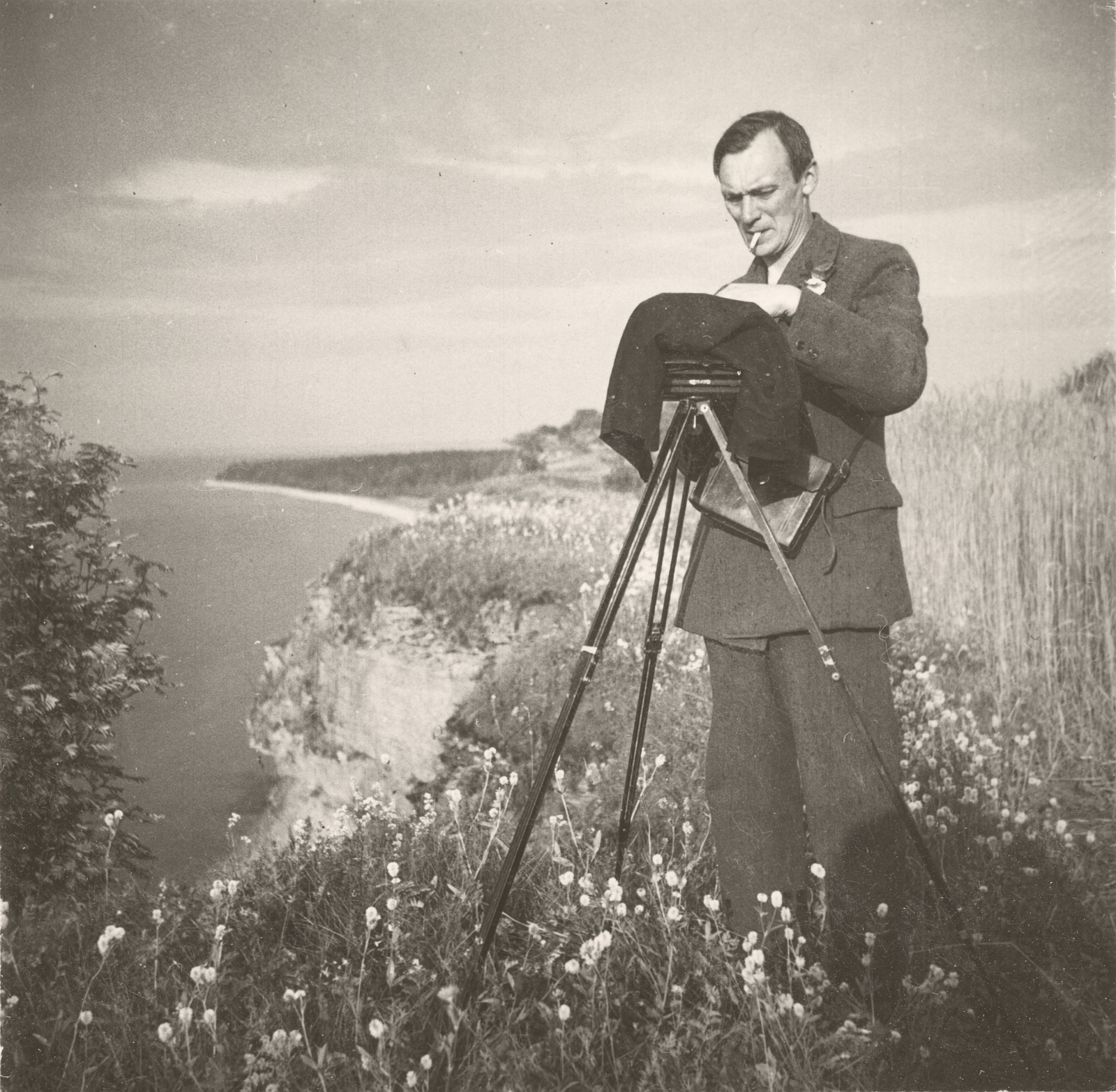
Карл Сарап у Віронії, 1930-і роки

1939 року таллінське видавництво Kultuurkoondis випустило фотокнигу «Стара Нарва» («Wana Narwa»), складену Карлом Сарапом. Книга містила фотографії Старого міста Нарви, зроблені Карлом Сарапом, й історичний огляд, який підготував нарвський міський архіваріус, магістр Арнольд Соом. Усі фотороботи Карла Сарапа були опубліковані під його справжнім ім'ям.
1939 року компанія Triefeldt почала публікувати серії фотоальбомів Карла Сарапа «Естонія на фото: географічні фотосерії для шкіл» (ест. «Eesti pildis: Geograafilised pildisarjad koolidele»), призначених як шкільний навчальний посібник. Набір зображень, присвячених певному регіону Естонії, містив паперову обкладинку та 10 різних фотографій з надрукованою на звороті інформацією про зображене місце. У створенні серії брали участь географ Аугуст Таммеканн й історик Арнольд Соом. Було випущено 9 різних комплектів фотографій (усі опубліковані 1939 року).
У червні 1941 року Карл Сарап із Раквере виїхав у селище Вока. 14 червня вирушив до сусіднього хутора слухати військові новини по радіо в той час, коли туди прибули чекісти, щоб заарештувати господаря. У Карла Сарапа, як завжди, був із собою дорогий фотоапарат, який він не міг заховати. Його порахували шпигуном і також заарештували. Під час попереднього слідства в Раквері шпигунську версію виявити не вдалося, але переміщення Сарапа в прикордонній зоні з фотокамерою виявилося достатньо, щоб його вивезли до Пермського краю для подальшого розслідування. Там 1942 року в його справі вже фігурували звинувачення «антирадянська агітація та пропаганда». Був засуджений до страти, пізніше цей вирок скасували і Сарапу призначили покарання у вигляді п'яти років виправних робіт в Усольлазі. Там його направили в сіножатню бригаду, яку очолював колишній міністр закордонних справ Естонії Антс Пійп. За свідченнями одного з ув'язнених, у бригаді Пійпа панував «демонстративний контрреволюційний саботаж» з 27 — 30 її членів справно працювали лише 7 осіб; Сарап взагалі не працював.
Помер в Усольлазі 5 листопада 1942 року, ймовірно, від голоду. Він все життя страждав від слабкого здоров'я.

## Увічнення пам'яті
Естонський фотограф Пеетер Тоомінг скопіював фотографії Карла Сарапа і зробив фотографії тих самих місць з тієї ж точки знімання. Фотографії пліч-о-пліч були опубліковані в серії «55 років по тому», що вийшла у 1993—1997 роках (ест. «55 aastat hiljem»). Всього вийшло 9 книг: «Virumaa» (Віронія), «Saaremaa» (Сааремаа), «Pärnumaa» (Пярнумаа), «Multigimaa» (Мульгімаа), «Laänemaa, Hiiumaa, Vormsi» («Ляенемаа, Хійумаа, Вормсі»), «Tallinn & Tartu» («Таллінн & Тарту»), «Tartumaa» («Тартумаа»), «Harju-ja Järvamaa» («Гар'ю- і Ярвамаа»), «Valga-ja Võrumaa» («Валга- і Вирумаа»). 1999 року також виданий альбом «Virumaa fotokillud 1936—1995» («Фотофрагменти Вірумаа 1936—1995»).
З ініціативи Національної бібліотеки Естонії 2023 року зі 135 претендентів відібрали 25 найкрасивіших книг Естонії. Серед інших нагороду отримала книга Талліннського міського музею «Eesti pildis. Fotograaf Carl Sarap» ("Естонія у фотографіях. Фотограф Карл Сарап ").
З 16 червня 2022 року до 23 січня 2023 року у Талліннському музеї фотографії відбулася виставка робіт Карла Сарапа. На виставці представили найкраще з творчості видатного естонського фотографа 1930-х років — рідкісні збережені оригінальні фотографії, фотолистівки, фотозбільшення та репродукції.
У березні 2023 року виставка робіт Карла Сарапа відбулася в Тарту, в Музеї Свята пісні.

## Приклади фотографій та фотомонтажу Карла Сарапа

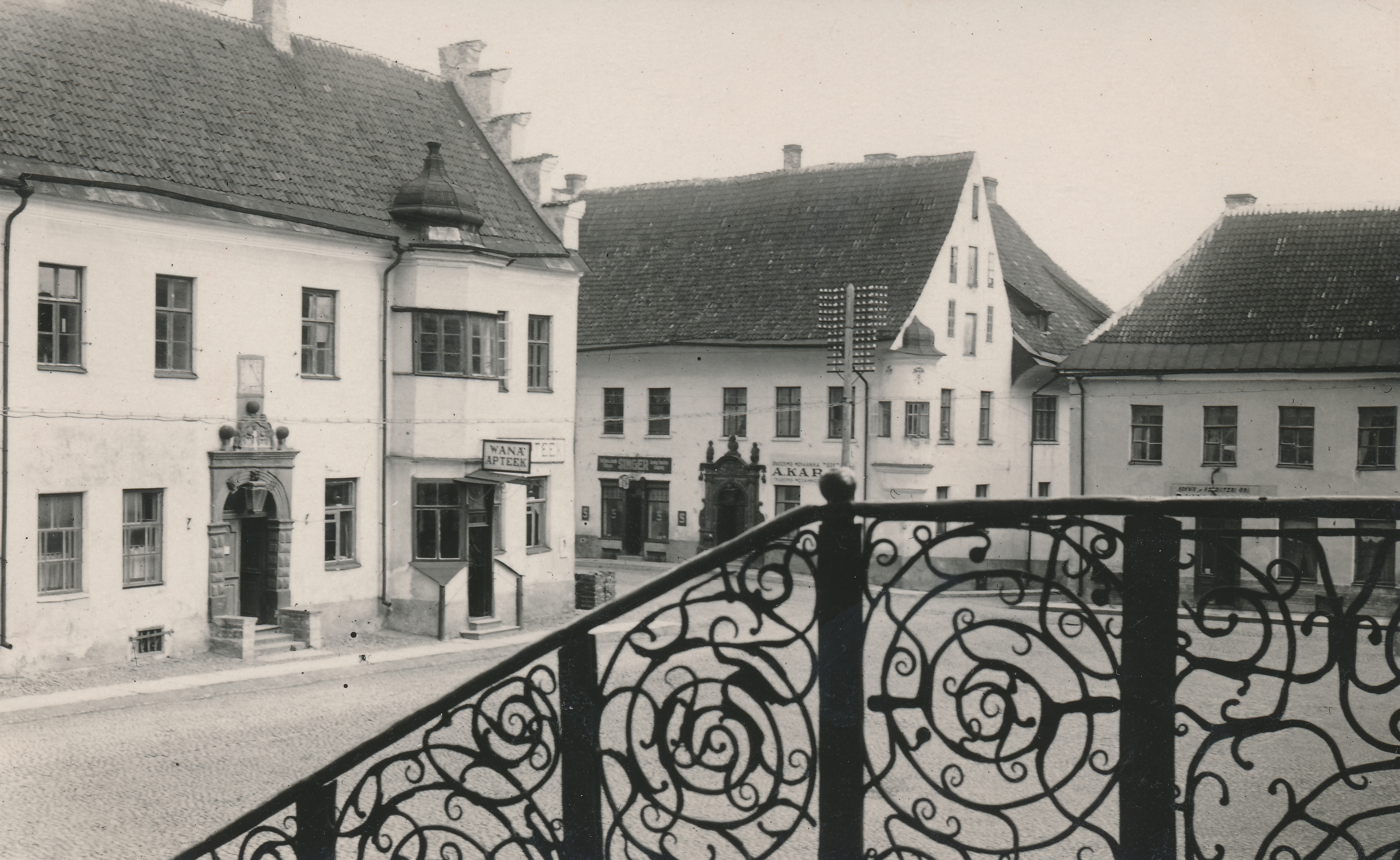
Нарва. Ковані грати Ратушних сходів і Ратушна площа (1930)
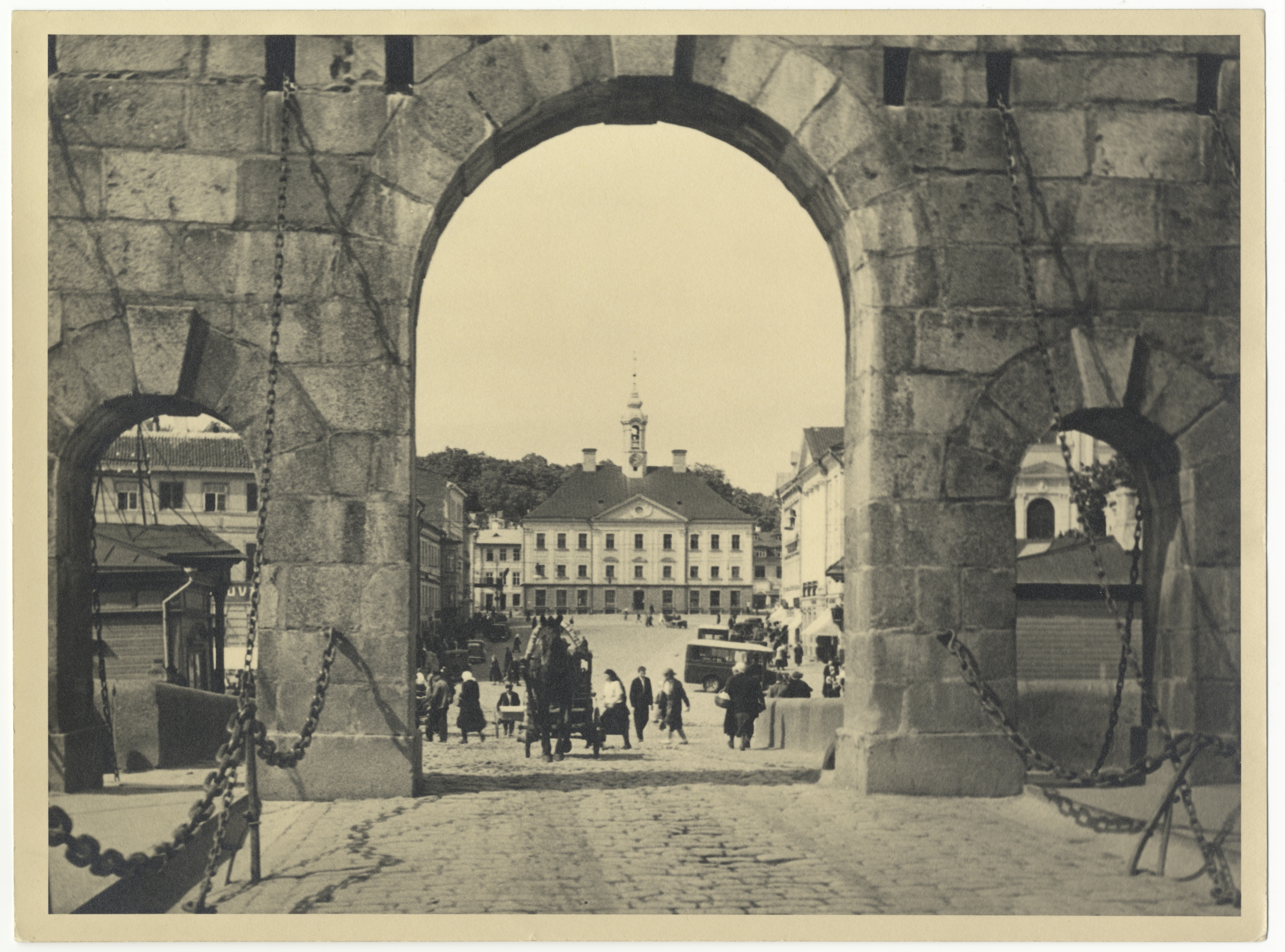
Тарту, Кам'яний міст і Ратушна площа (1930-ті роки)
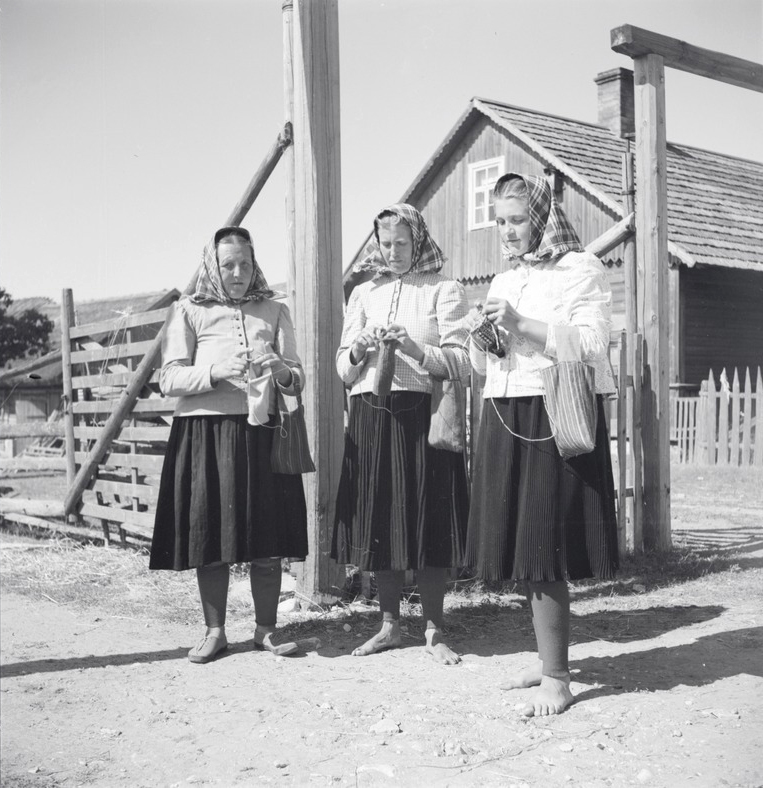
Жінки села Гулло (1930-е годы)
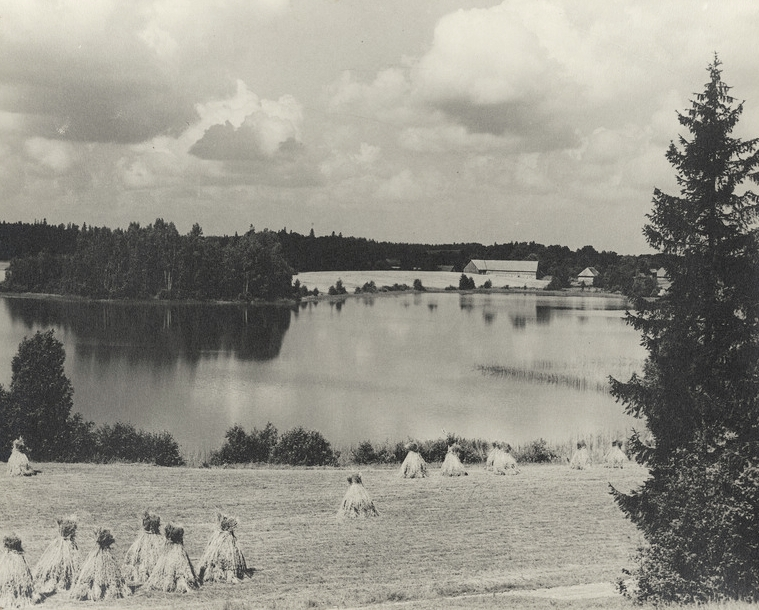
Південна Естонія, озеро Пʼюхаярв, Отепяе (1934—1935)
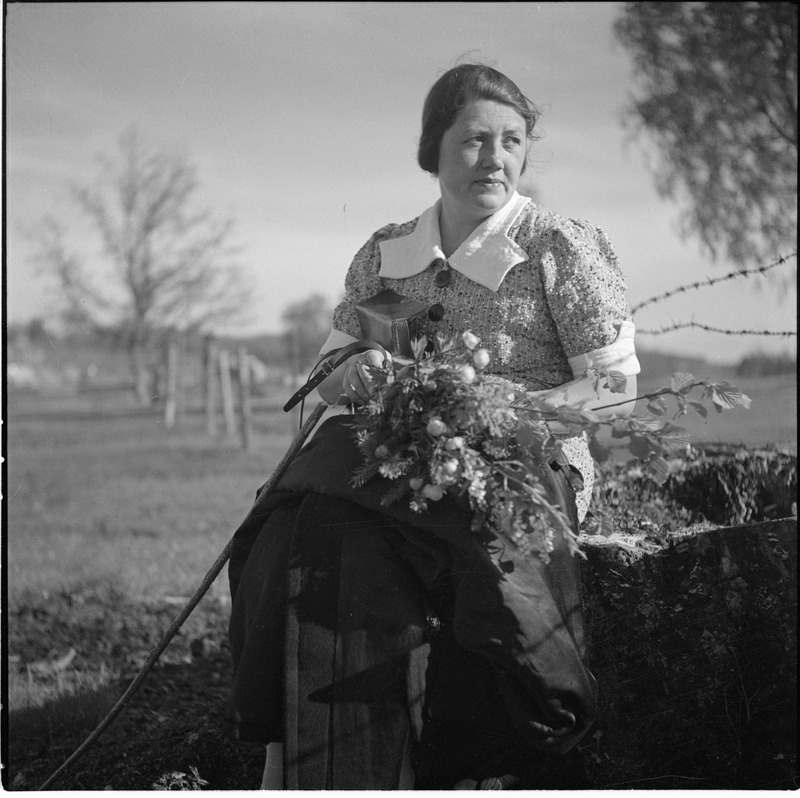
Портрет Йоганни Трейфельд (1937)
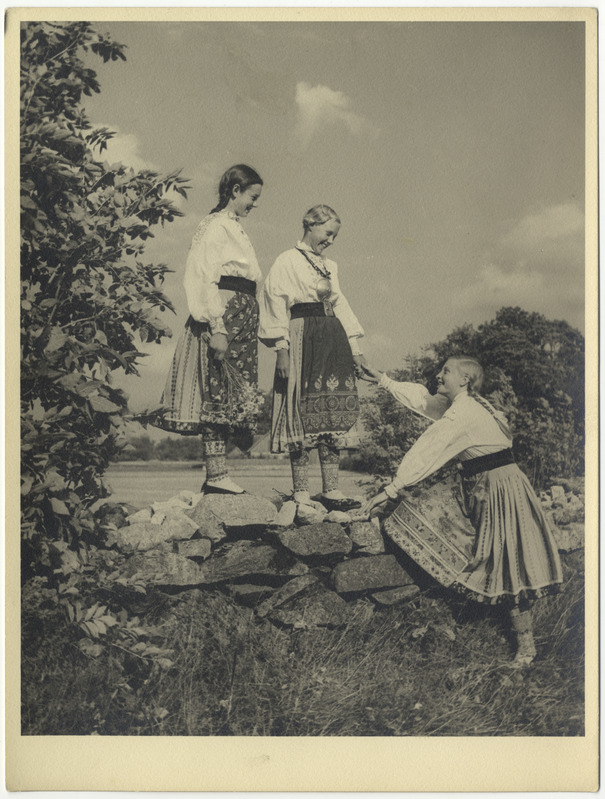
Остров Муху, село Вилла (1938)
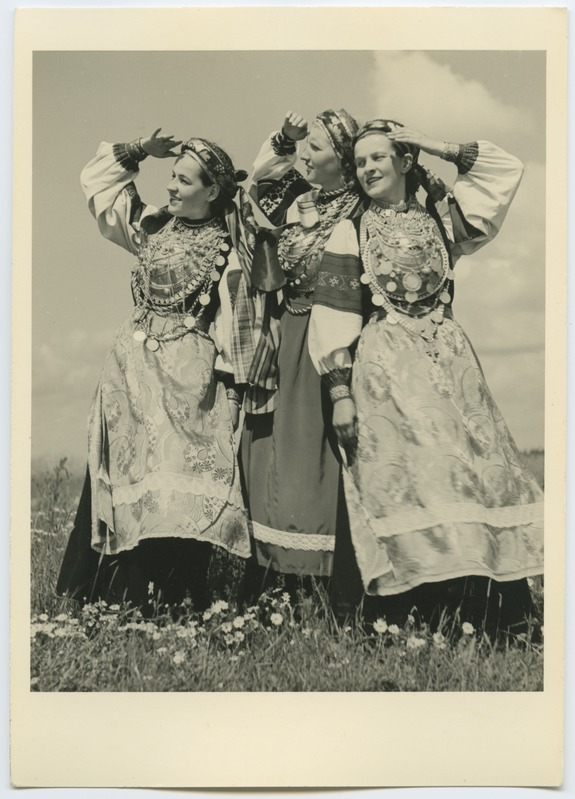
Національний одяг печерянок. Обініца (1939)
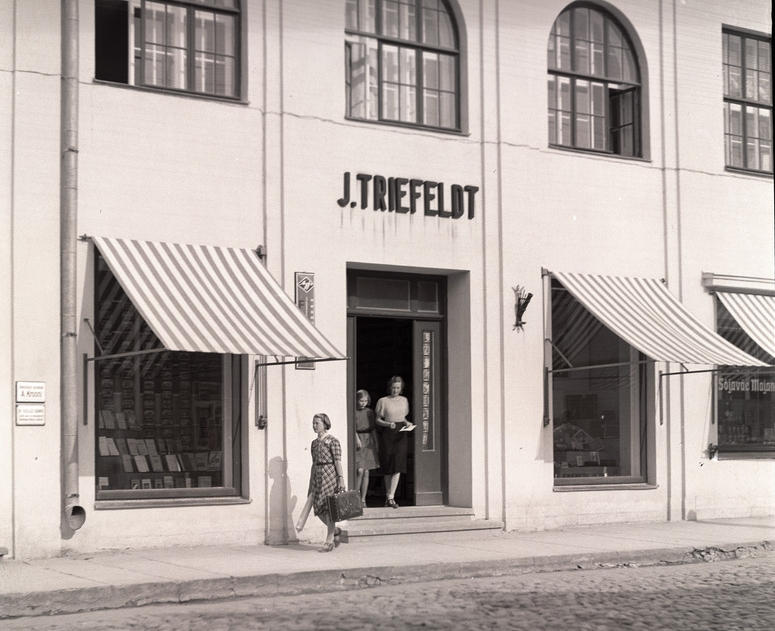
Магазин «J. Triefeldt» в Раквере (1937—1930)
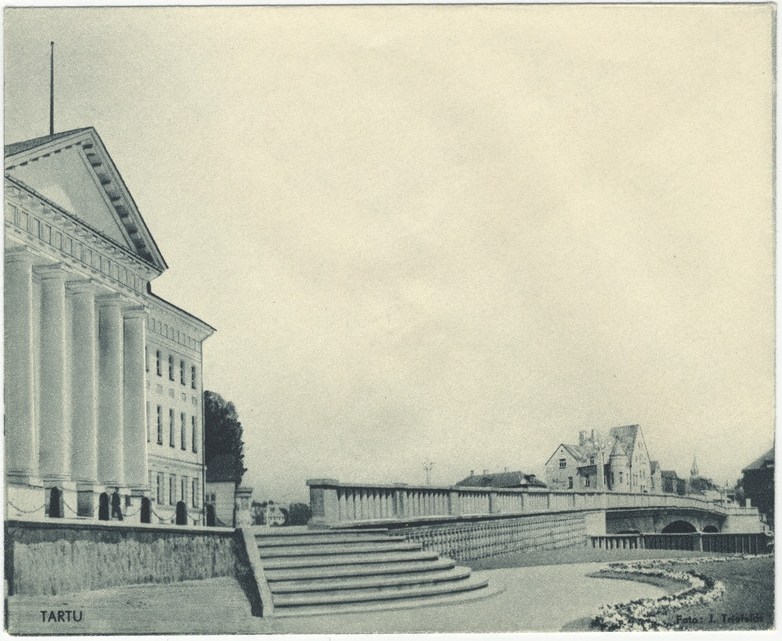
Конверт з краєвидом Тарту
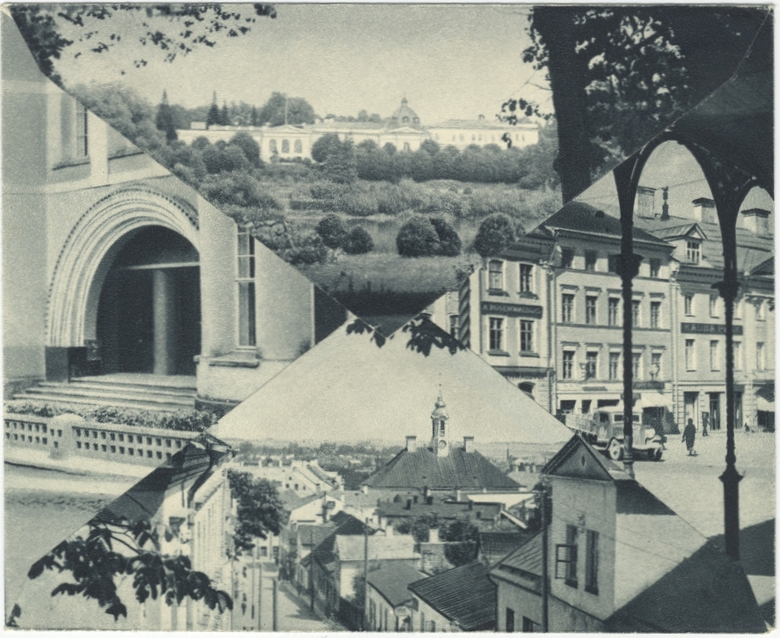
Конверт в краєвидом Тарту
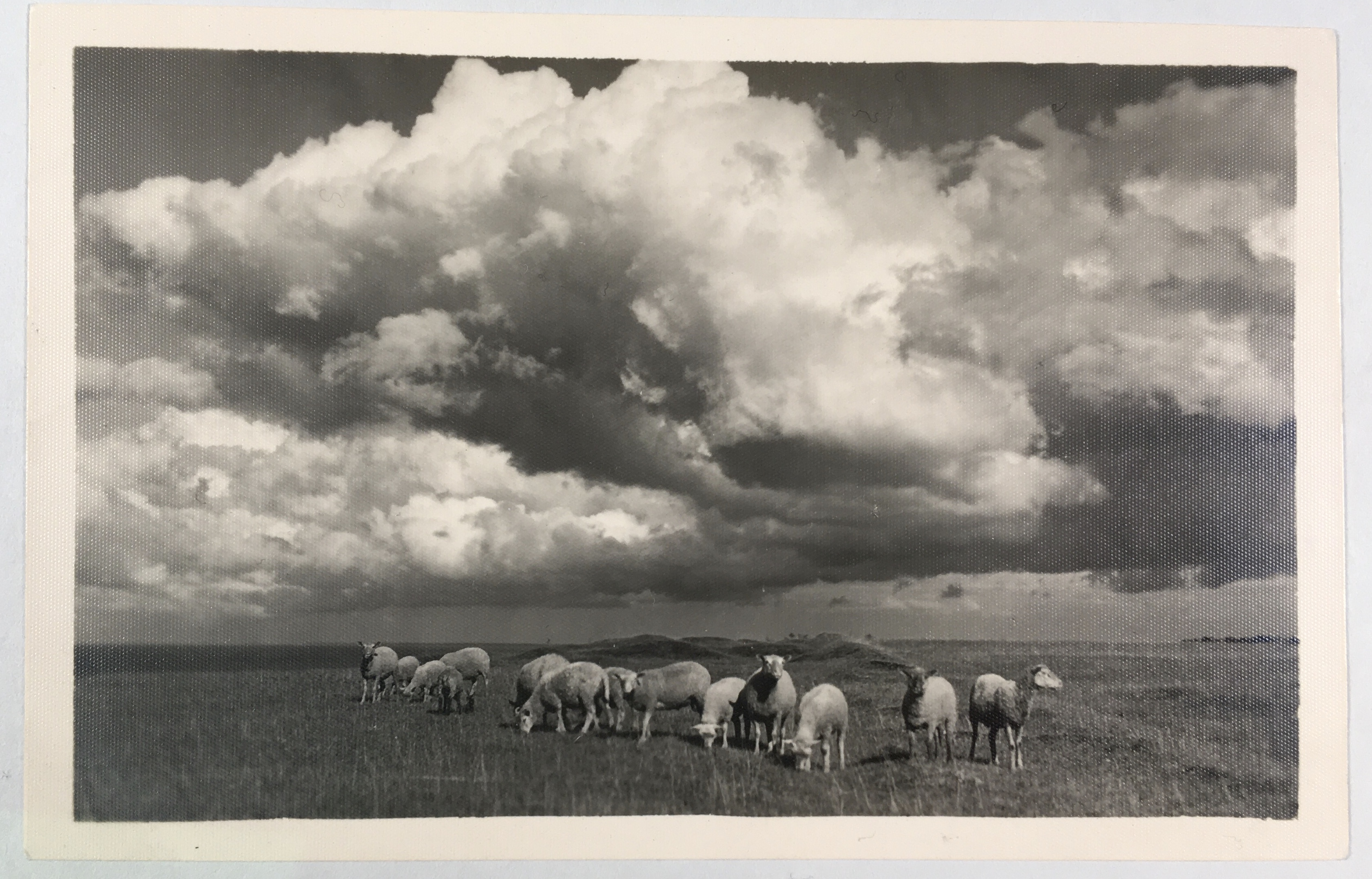
Фотолистівка із серії «Чудова батьківщина»